# Darłowo
Darłowo (teljes nevén: Darłowo királyi város; lengyelül: Królewskie Miasto Darłowo, németül: Rügenwalde) lengyel tengerparti kisváros a Nyugat-pomerániai vajdaság Sławnói járásában. A Balti-tenger déli partján elterülő városban 2016-ban 13 943 fő lakott. A település 1950–1998 között az egykori Koszalini vajdaság része volt.
Régészeti ásatások kimutatták, hogy a település helyén már Kr. e. 8000 környékén is éltek emberek, illetve a közeli borostyánúton utazó római kereskedők tevékenységének nyomai is fellelhetőek. A 11. századra Darłowo fontos kereskedelmi csomóponttá vált, és 1312-ben városi rangot kapott a gazdag pomerániai nemesektől. Ez további fejlődést eredményezett a település életében, majd az évek folyamán Pomeránia hercegei egy közeli szigeten megépítették a város hercegi várát, amely a székhelyük lett. 1412-ben Darłowo a Hanza-szövetség tagjává vált, és saját kereskedelmi flottát működtetett, amely élénk kereskedelmet folytatott Lübeckkel. A helyi kereskedők hajói és bárkái még Normandia és Spanyolország kikötővárosaiba is eljutottak.
1878-ban Darłowo bekapcsolódott a vasúthálózatba, vonattal Danzigba és Stettinbe lehetett eljutni. Ugyanakkor a klimatikus viszonyoknak köszönhetően a város népszerű üdülőhellyé vált. A második világháború előtt Darłowo Németország része volt, és a város területén egy szigorúan őrzött katonai támaszpont is működött, ahol a világ legnagyobb kaliberű huzagolt tüzérségi fegyverét, a Schwerer Gustavot építették és tesztelték. 1945-ben a világháború csapásait sértetlenül átvészelő várost Lengyelországhoz csatolták, német lakóit pedig elűzték.
A mai napig fennmaradt Darłowo középkori városszerkezete, amely lübecki mintát követ, középen egy négyzet alakú piactérrel. Az óváros, a hercegi vár és a tengerpart kedvelt célpontja a turistáknak. Darłowo ugyanakkor Dánia, Svédország és Norvégia királyának, Pomerániai Eriknek a szülővárosa is.

## Története
Az utolsó jégkorszak után, Kr. e. 8000 környékén kőkorszaki közösségek éltek a vidéken, amit a közeli Słowino (németül: Schlawin) faluban végzett régészeti leletek is bizonyítanak. Az ásatások során egy kb. 8 cm hosszú, lyukas, dioritból készült baltafej került elő.

### Középkor

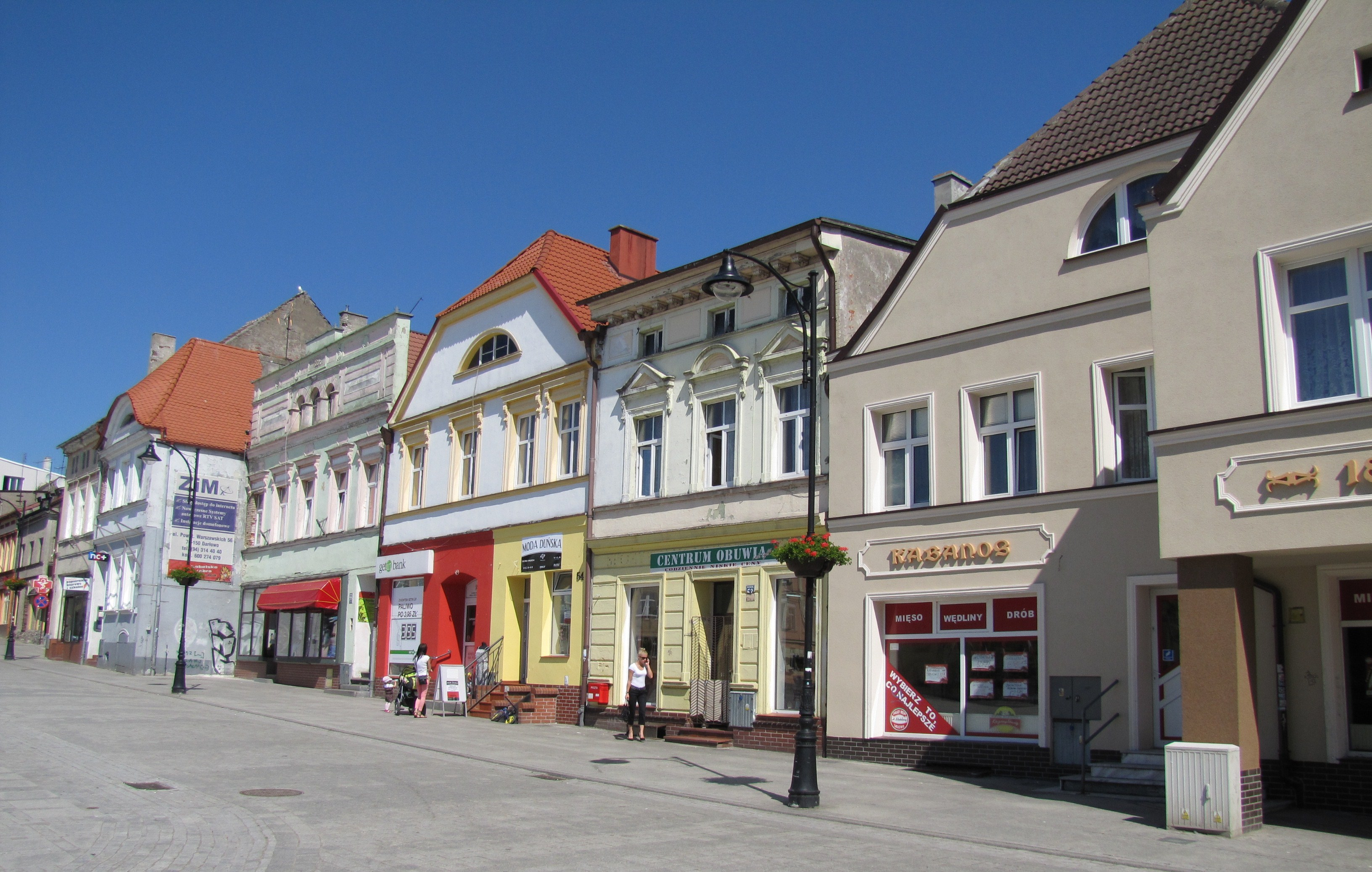
Az óváros házai

A 11. század környékén egy Dirlow (vagy Dirlovo) nevű erődítmény állt azon a helyen, ahol a Wieprza folyó a Balti-tengerbe torkollik. Ebből az erődből irányították a dirlowi körzetet, amely a sławnói várnagy tulajdona volt. Később az erődtől távolabb egy város is létrejött a körzetben.
A várost valószínűleg 1270-ben II. Vicláv, a Dánia vazallusállamaként működő Rügeni Hercegség első embere alapította, aki abban az időben Schlawe és Stolp területek (lengyelül: Słupsk-Sławno) ura is volt. A város első írásos említése egy 1271. február 5-én kelt dokumentumban történt. Azonban ez a település hanyatlásnak indult: 1283-ban a város II. Vicláv és II. Mesztvin (lengyelül: Mszczuj vagy Mściwój) konfliktusának esett áldozatul és elpusztult. 1652-es krónikájában Matthäus Merian a város lerombolását Pomerániai Bogiszlávnak tulajdonítja, miután II. Mesztvin 1294 decemberében bekövetkező halála után, a kępnói szerződés értelmében II. Przemysł megszerezte a várost.
1312. május 21-én az újjáépített település lübecki jog szerinti városi rangot kapott a Swenzo (Swienca) család tagjainak (János, Péter és Lőrinc) vezetése alatt. A Swienca család család a Brandenburgi Őrgrófság vazallusa volt 1307 óta.
1347-ben a város a Pomerániai Hercegség tulajdonába került, amelyet akkoriban három testvér, V. Bogiszláv, V. Vartiszláv és IV. Barnim uralt. Bogiszláv III. Kázmér lengyel király vejeként a környék ura lett, miután Pmeránia-Wolgastot 1368-ban kettéosztották. A hercegség általa vezetett része Pomeránia-Stolp néven lett ismert.

### Átmenet a modern korba
1352-ben megkezdődött a vár építése és a város együttműködött a Hanza-szövetséggel, majd 1412-ben teljes jogú tagjává vált a kereskedővárosok szövetségének. 1382-ben a városban látta meg a napvilágot Pomerániai Erik, a későbbi dán, svéd és norvég király. Miután trónjától megfosztották, visszatért szülőföldjére, ahol egy kis területen hercegként uralkodott. 1459-ben bekövetkezett halála után a Szent Mária-templomban temették el. Utódja, egyben Darłowo ura II. Erik lett.
A város fejlődésében még meghatározó volt X. Bogiszláv (1454–1523) is, uralkodása alatt a belföldi és külföldi kereskedelem jelentősen növekedni kezdett.
Darłowót több természeti csapás is érte, így 1497-ben és 1552-ben a város kikötőjét (mely a német Rügenwaldermünde néven volt ismert) és egyes városrészeket nagy viharok sújtották. A vihar egészen Żukowo faluig sodort hajókat. 1589, 1624, 1648, 1679 és 1722 pedig tűzvészeiről maradt emlékezetes.
Az utolsó pomerániai herceg, XIV. Bogiszláv 1637-es halálával, a harmincéves háború végeztével 1648-ban és a Pomerániai Hercegségnek Svédország és Brandenburg-Poroszország közötti felosztásával (vesztfáliai béke és 1653-as stettini határegyezmény) Brandenburg a hozzá került Hátsó-Pomerániát (és benne Rügenwaldét) a pomerániai tartományához csatolta. Rügenwaldermünde kikötőjét a harmincéves háborúban a birodalmi seregek elpusztították, és majd csak 1772 után építették újra II. Frigyes utasítására. Az első világítótorony 1715 körül épült fel.

### 19. és 20. század

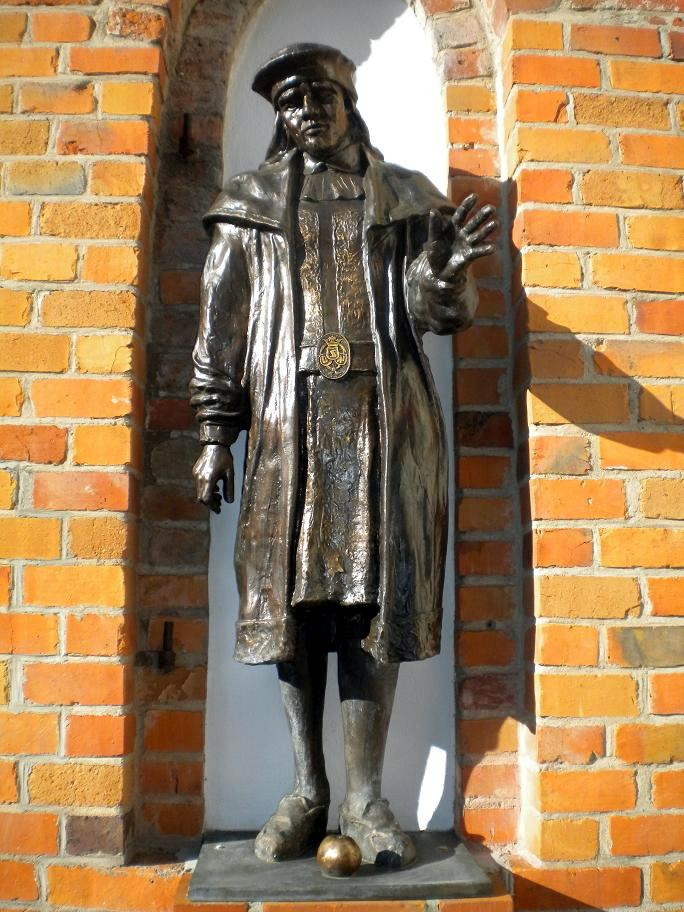
Pomerániai Erik szobra a várban

A napóleoni háborúkból Rügenwalde egyes lakói (elsősorban hajótulajdonosok és kereskedők) úgy profitáltak, hogy brit árukat csempésztek az európai kontinensre. 1871-ben a város Poroszország részeként betagolódott a második Német Birodalomba. 1878-ban a város becsatlakozott a vasúthálózatba. 1859–1901, illetve 1914–1936 között svéd királyi konzulok is székeltek a városban (Bertold August Riensberg, illetve Albert Rubensohn).
1935-ben a német hadsereg a város közelében Rügenwaldermünde és Żukowo (Suckow) között létrehozta Rügenwalde-Bad-i lőteret, ahol olyan nehéztüzérségi fegyevereket gyártott és tesztelt, mint a Krupp K5. Itt tesztelték a hadtörténet legnagyobb kaliberű huzagolt tüzérségi fegyvereit, a Schwerer Gustavot és a Mörser Karlt is, illetve még 47 méter hosszú fegyvercsöveket is kipróbáltak. A nagy hatósugarú gyakorlatok a Balti-tengeren, Großmöllendorftól és Henkenhagentől, illetve Dievenowtól és Swinemündétől (mintegy 80, illetve 130 kilométerre Rügenwaldermündétől) északra zajlottak. A kísérleti támaszpontot olyan magas rangú német vezetők is meglátogatták, mint Erich Raeder, Gerd von Rundstedt, Wilhelm Keitel és Hermann Göring.

### A második világháború után
A második világháború alatt Rügenwaldéban Hagen és Bochum szövetséges bombázása során hajléktalanná vált családokat helyeztek el.
A háború befejezése előtt Kelet- és Nyugat-Poroszországból is érkeztek menekültek. 1945 elején a Hannibál hadművelet keretében kb. 5600 személyt menekítettek ki hajókkal a városból, mielőtt a Vörös Hadsereg március 7-én elérte a várost. A városban nagyjából 3500 lakos maradt, többen közülük sikertelen menekülés után tértek vissza.
Németország veresége után a potsdami konferencián határváltoztatásokra került sor, így a város Lengyelországhoz került, és a német nemzetiségű lakosságot elűzték. A németek első kiűzésére 1945. október 17-én került sor, melyet 1946. augusztus 17-étől kezdődően továbbiak követtek. 1949-re csak 70 német maradt a városban. 1946–1947 között Darłowót a Szovjetunió által elcsatolt keleti lengyel területekről érkező lengyelekkel és lemkókkal népesítették be. Ekkor a város neve is megváltozott előbb Dyrłówra, majd a Darłów formát használták, végül mai alakjában vált hivatalossá.
A német Rügenwalde megnevezés Németországban a városban készült Rügenwalder Teewurst kolbászfajta miatt ismert, amelyet a második világháború után Nyugat-Németországban a régi nevén kezdték el gyártani.
Napjainkban a Darłowo kedvelt nyári üdülőhely, ahol akvapark is működik.

## Látnivalók

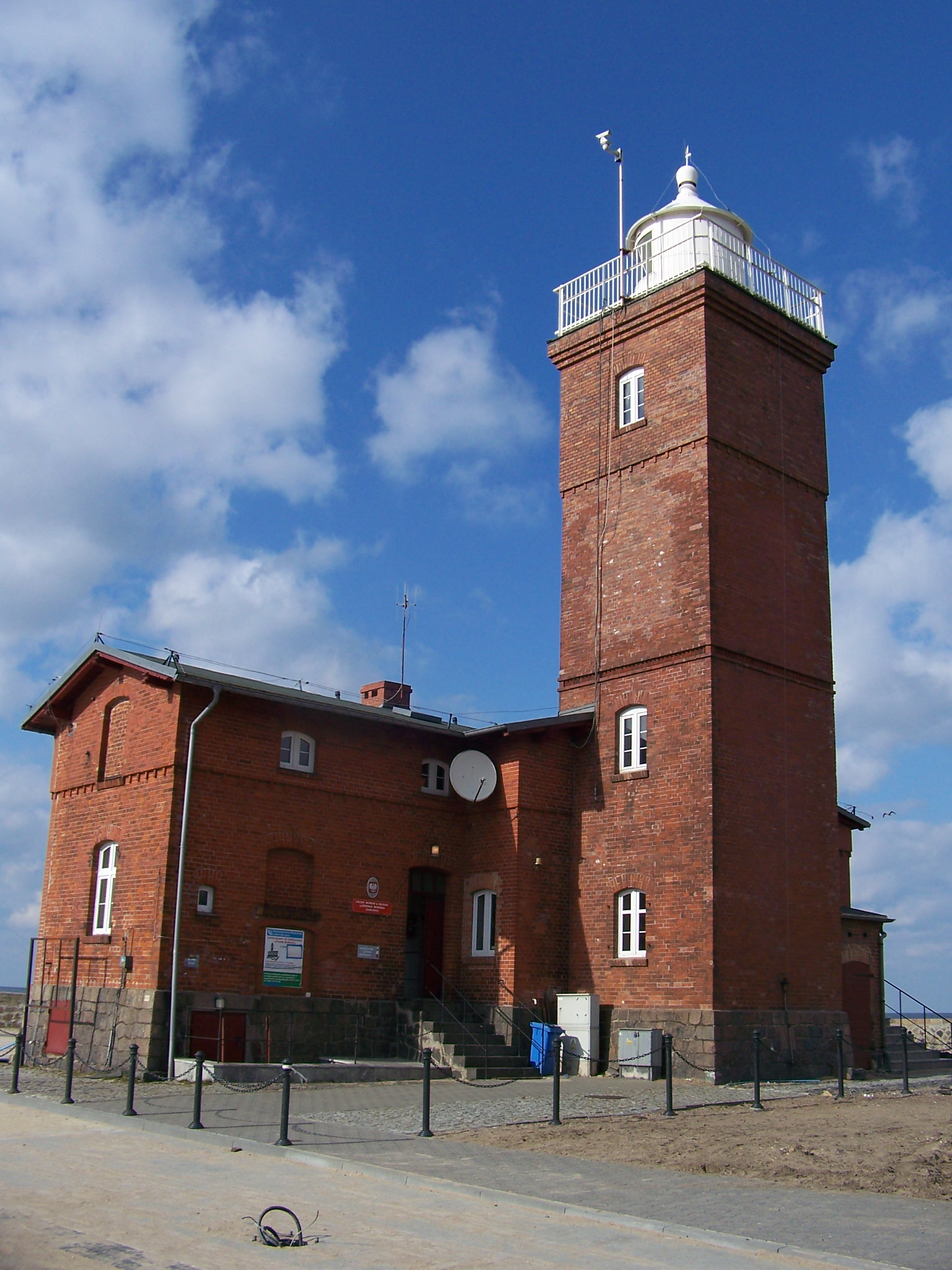
A világítótorony

Darłowo óvárosa teljességében megmaradt, így jól látható a középkori városszerkezet, középpontban a főtérrel. A középkor idején a várost falak vették körül és négy kapun lehetett bejutni oda. A kapuk közül csak egy maradt meg eredeti állapotában.

### Pomerániai hercegi vár
Bár dokumentumok hiányába nem tudni a vár (Zamek Książąt Pomorskich) építésének pontos dátumát, a régészeti ásatások és a történeti kutatások az építmény létrejöttét a 14. század második felére teszik, amikor a Griffin-házhoz tartozó V. Bogiszláv herceg és felesége, Erzsébet (Nagy Kázmér király lánya) uralkodtak a vidéken. A herceg 1352-ben várépítési céllal egy városbeli gazdag polgártól, Elizabeth von Behr-től egy szigetet vásárolt, amelyen egy malom állt. A következő évtizedekben felépült a sziget vára, melynek formája mai napig megmaradt. V. Bogiszláv építménye akkoriban olyan jelentőséggel bírt, hogy 1372-ben, a pomerániai hercegek (Bogiszláv testvérei és unokatestvérei) találkozója is ebben az erődben zajlott. Az erődítményt Pomerániai Erik 1449 és 1459 között felújíttatta és kibővíttette, miután trónfosztását követően hazatért szülőföldjére.
Ma, a gótikus stílusban épült négyszög alaprajzú, és 24 méter magas toronnyal rendelkező vár múzeumként működik. A múzeum egyik különlegessége egy kétfejű borjú, amely valószínűleg Janiewice faluban született 1919-ben, illetve egy mumifikált macska és egy arany galambszobor.
2010 ősze óta a várban egy szobor állít emléket a száműzetésben levő királynak, melynek elkészültét a Bałtycki Bank Spółdzielczy hitelintézet támogatta.

### Szűz Mária-templom

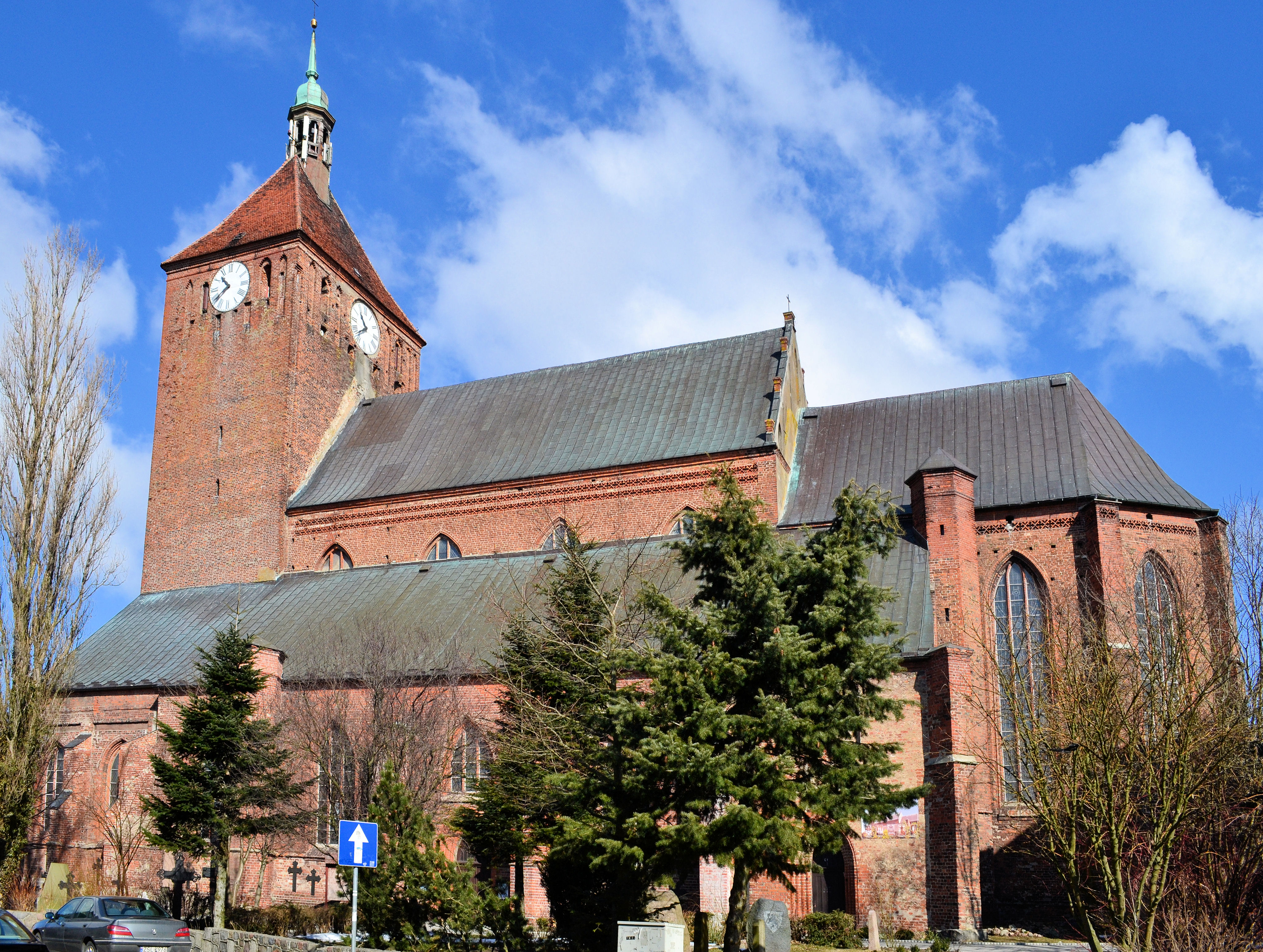
A Szűz Mária-templom

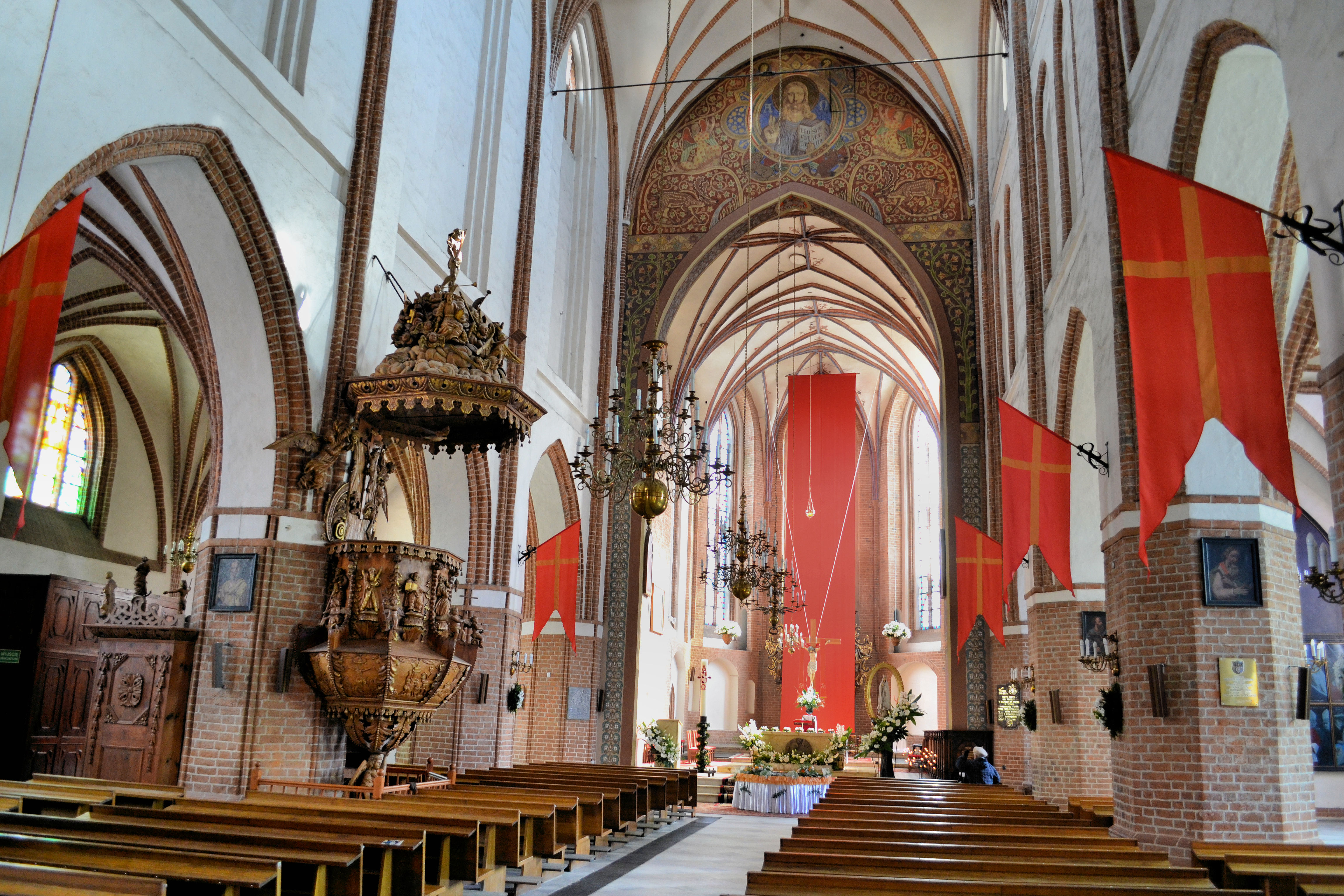
A Mária-templom belseje

A Szűz Mária-templom (Kościół Matki Bożej Częstochowskiej) 1321 után épült, amikor Konrad Kamien püspök a Swienca család tagjainak, Péternek és Jánosnak, illetve Péter fiának, Wawrzyniecnek védnöksége alá helyezte a templomot. Az építmény többször is tűzvész áldozatává vált (1589, 1624, 1679, 1722). Az 1679-es tüzet egy villámlás okozta, és a teljes templombelső a lángok martaléka lett. Az évek folyamán számos átalakítást végeztek a templomon. A reformáció tanainak terjedése után, 1535-ben a templom az evangélikusoké lett, majd 1945-ben, miután a német lakosságot elűzték a városból, az épületet a katolikusok vették birtokba. 1945. augusztus 14-én, az újonnan betelepülő katolikus lengyelekkel érkező ferences szerzetesek átvették a templomot, majd szeptember 1-jén felszentelték. 1974-ben nagyszabású átalakításokat hajtottak végre, hogy eredeti gótikus formáját visszaadják.
A templom gazdagon díszített barokk szószéka 1700 körül készült, és Jézus életének egyes epizódjai, illetve más bibliai történetek láthatóak rajta. A pulpitust egy angyalt ábrázoló faragvány tartja. A falfestményeken az utolsó ítélet és a királyok imádása, az egyik színes üvegablakon pedig Szent Kristóf alakja figyelhető meg. Ezek mellett hat apostol késő 17. századi ábrázolása, egy 16. századi nürnbergi reneszánsz keresztelőmedence is látható.
Az orgonát 1853-ban készítette a türingiai Johann Friedrich Schulze mester. 1897-ben a hangszer átkerült a torony alatti részbe, majd 1925-ben a Bad Liebenwerda-i orgonaépítő, Arno Voigt műhelye átalakította.
A Mária-templom lapidáriumában katolikus, protestáns, ortodox és zsidó síremlékeket őriznek. 
A templom számos pomerániai herceg, hercegnő és VII. Erik dán király temetkezési helyeként is szolgál.

### Szent Gertrúd-kápolna

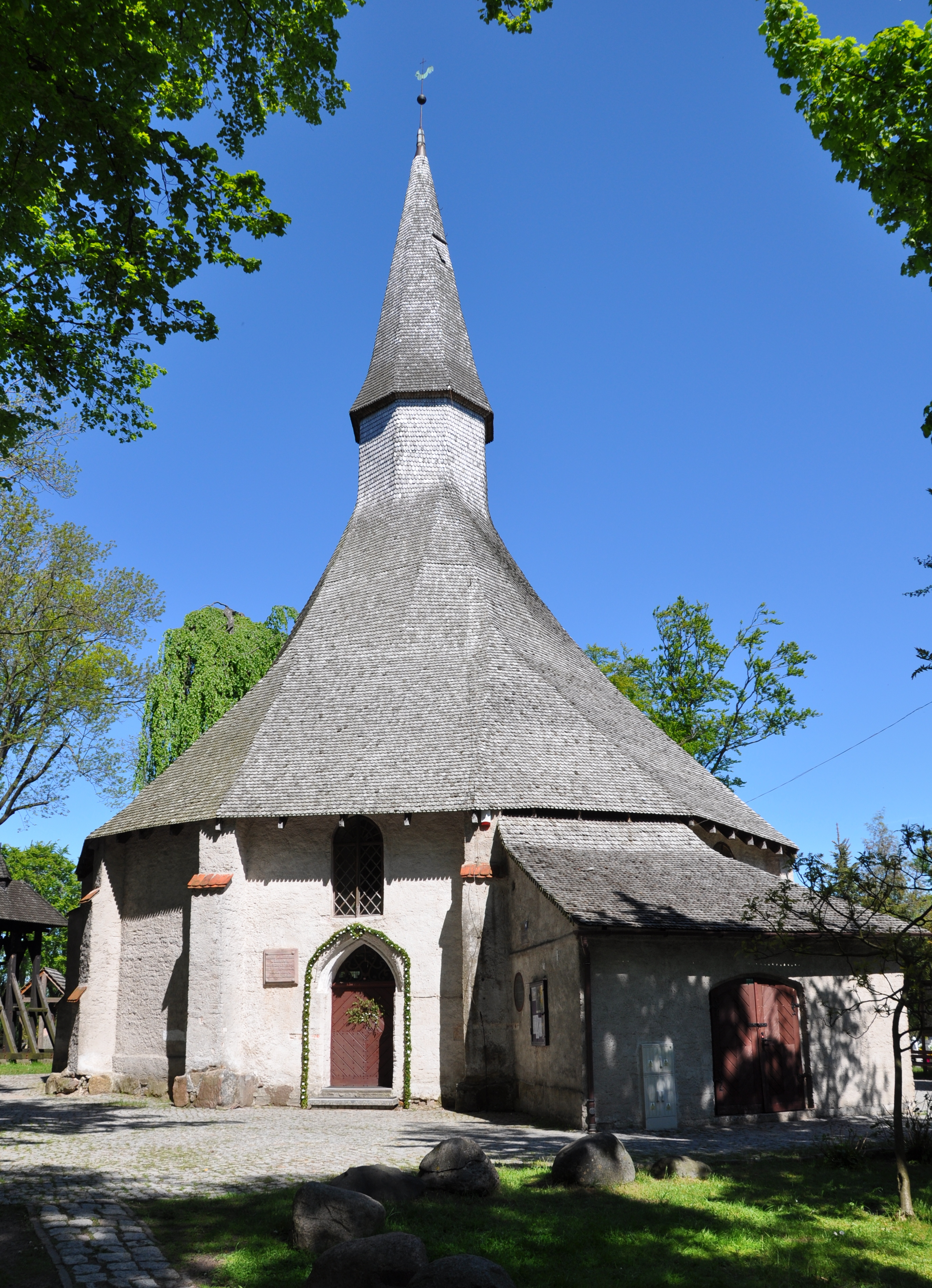
Szent Gertrúd-kápolna

A Szent Gertrúd-kápolna (Kościół św. Gertrudy) építtetését Pomerániai Eriknek tulajdonítják, aki jeruzsálemi zarándoklatának emlékére emeltette. A hatszög alaprajzú főhajót több kisebb mellékhajó egészíti ki. Egyes feltételezések szerint a 15. században épült templom a skandináv gótika stílusjegyeit, más kutatások angol lovagrendi építészeti mintákat tartanak valószínűbbnek. Ez az egyetlen ilyen stílusú épület egész Pomerániában. Egyes kutatók 1450 és 1460 közé teszik építését, amikor a király Rügenwaldéban tartózkodott. A Nivelles-i Szent Gertrúd, az utazók és tengerészek védőszentjének tiszteletére felszentelt templom már látható Eilhardus Lubinus pomerániai kartográfus 1618-ban befejezett térképén is. A kápolna első említése 1497-ből származik, amikor a várost egy hatalmas, szökőárszerű árvíz sújtotta. A szökőár hajókat vetett partra a kápolna közelében. Az áradás után az akkori polgármester és a plébános megfogadták, hogy minden évben vezeklő és könyörgő körmenetet tartanak a város utcáin. Ezt a hagyományt 1991-ben élesztették újjá, és minden év szeptemberében tartják.
A majdnem rotunda alakú építmény oltárával szemközti öt oldalon festett fakarzat áll, melyek díszítését a cipészek céhe támogatta a 17.- és 18. században. A mennyezetet csillagos falfestmény díszíti. Az 1860-ból származó orgonát nem csak misék alkalmával szólaltatják meg, hanem nyári nemzetközi orgonafesztiválokon is játszanak rajta.

### Szent György-kápolna

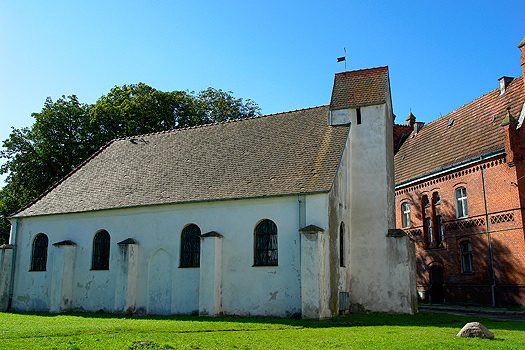
A Szent György-kápolna

A fennmaradt középkori templomok közül a Szent György-kápolna a legkisebb. Az egyhajós téglaépület a 15. században épült, Szent György tiszteletére szentelték fel. Az ilyen típusú ispotályi templomokat a városfalakon kívül építették, hogy az olyan ragályos betegségek, mint a himlő vagy a lepra terjedését visszaszorítsák. Ehhez a templomhoz két kórház is tartozott: a Szentlélek-kórház (ahol a szegények és a betegek kezelése zajlott) és a Szent Jürgen-kórház (ahol a leprásokat kezelték). 1680-tól a kápolnát 30 nádfedeles agyagkunyhó vette körül, melyekben a betegek laktak. A kései 19. században egy neogótikus vörös téglás kórház épült a templom közelében. Ez ma lakóépület.

### Városháza
A főtér közepén álló régi városháza az 1722-es tűzvészben leégett. Ezt követően a városvezetés átköltözött a Szent Mária-templom mellett álló épületbe, amely 1725-től hivatalosan is városházaként működik. Az épület reneszánsz kapujának elemei a régi városházáról származnak. A faragványok a város címerét, egy halfarkú griffmadarat ábrázolnak, illetve egy latin nyelvű felirat is ékesíti a bejáratot, amely a város alapítására és a tűzvészekre is emlékezik.

### Halászemlékmű
Az 1919-ben felállított halászemlékmű (más nevén: Hanza-kút, Hemptenmacher-kút) a város főterén áll, és Wilhelm Groß (1883–1974) szobrász műve. A tengeri halászoknak emléket állító alkotás egy szökőkút veszi körül. Adományozója Darłowo akkori leggazdagabb hajótulajdonosai, a Hemptenmacher család volt, akiknek háza a mai Powstańców Warszawskich és Rynkowa utcák sarkán áll. A szobor bronz plakettjei a város egykori lakóinak mindennapjait ábrázolja. A városháza felőli tábla egy lovagot jelenít meg, amely a város alapításának helyszíne felé mutat. Mellette egy írnok és a vár árkát ásó munkások láthatóak. Az emlékmű északi oldalán hajóra árut rakodó dokkmunkások, a keleti oldalán pedig a tenger hullámain ringatózó hanza-kogge fedezhető fel. A déli domborművön egy nyáját őrző juhász és egy libákat vigyázó asszony látható. Utóbbi a város egykori jelentős exportcikkére, a libamájra utal.

### Magas-kapu
Az egykori három városkapu közül mára csak a Magas-kapu (Brama Wysoka; Hohes Tor vagy Steintor; Kő-kapu) maradt fenn. Az egykori várfalak mintegy 1500 méter hosszan ölelték körül Rügenwaldét. Az 1732-ben újjáépített kapu vörös téglából készült, négyzet alaprajzú, bejáratai és díszei pedig csúcsívesek, egykori lőrései is láthatóak.

### Világítótorony
A Wieprza torkolatánál álló darłówkói (Rügenwaldemünde) világítótorony első említése 1715-ból származik, amikor a városi hatóságok elrendelték, hogy a folyó mindkét oldalára egy jelzőfény kerüljön.
1885-ben egy kis révkalauz-állomás is épült a helyszínen. A torony vörös téglából készült, és a 19-20. század fordulóján többször kibővítették, modernizálták. A lámpa lencséit lecserélték és a fényforrás erősségét is növelték. 1927-ben egy emelettel megnövelték, a fényforrást pedig a fehér fémkupolára helyezték.
Jelenleg a torony 22 m magas, a fény hatósugara pedig 30 km. Nyáron a turisták által is látogatható.
A darłowói világítótorony az egyetlen négyszög alaprajzú ilyen jellegű építmény egész Lengyelországban.

## Népessége

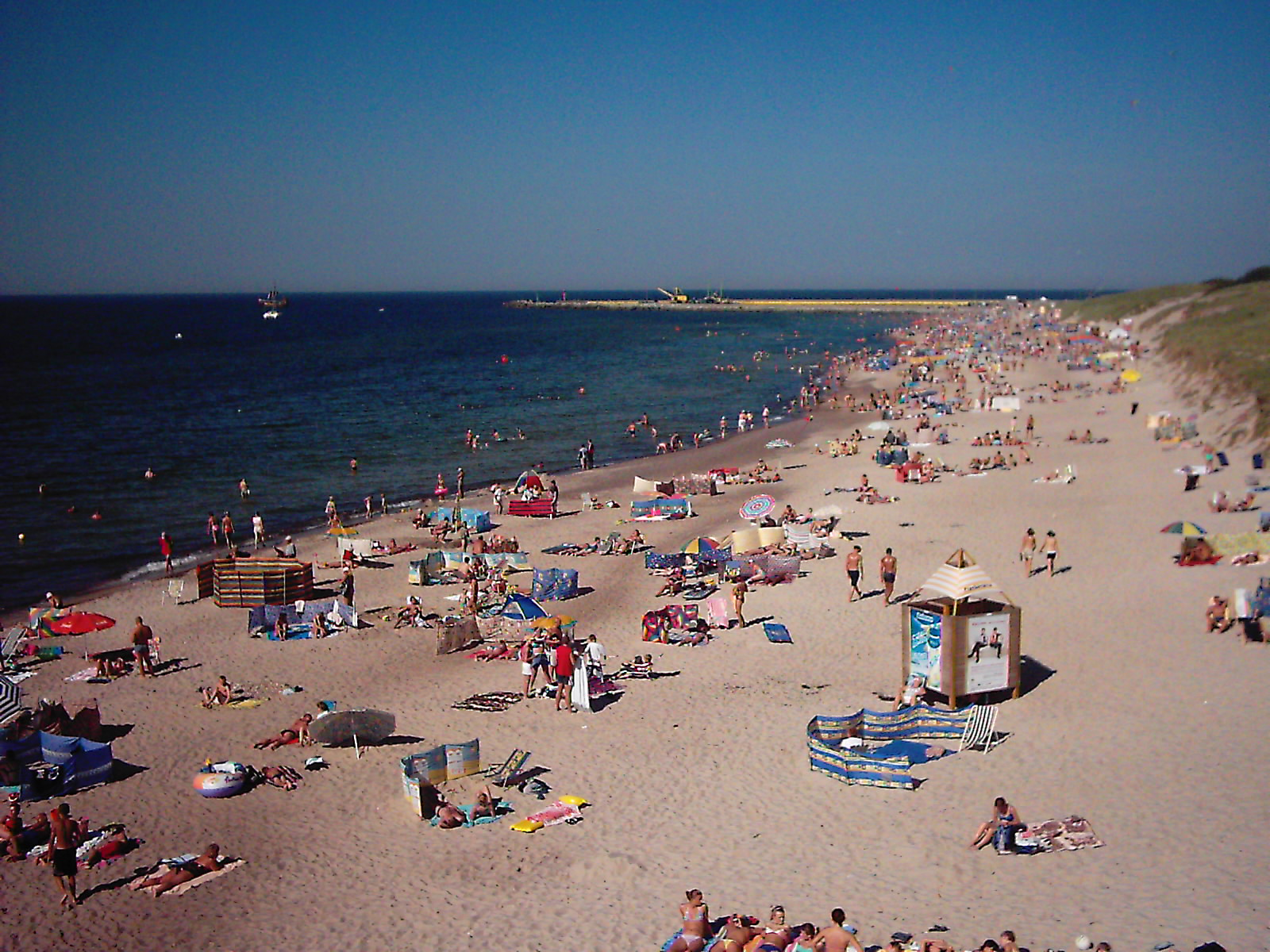
Partszakasz Darłówkóban

A reformáció után Pomeránia népessége kevés kivétellel protestáns lett, így a második világháború végéig a város lakosságának többségét is a lutheránusok adták.
| Év   | Lakos      | Megjegyzés                            |
| ---- | ---------- | ------------------------------------- |
| 1740 | 1973       |                                       |
| 1782 | 2255       | ebből 22 zsidó                        |
| 1791 | 2331       | ebből 29 zsidó                        |
| 1794 | 2347       | ebből 29 zsidó                        |
| 1812 | 3163       | ebből 47 római katolikus és 33 zsidó  |
| 1817 | 3754       |                                       |
| 1831 | 3393       | ebből 8 római katolikus és 43 zsidó   |
| 1843 | 4534       | ebből 18 római katolikus és 67 zsidó  |
| 1852 | 5060       | ebből 16 római katolikus és 84 zsidó  |
| 1861 | 5406       | ebből 5 római katolikus és 117 zsidó  |
| 1875 | 5174       |                                       |
| 1890 | 5296       | ebből 27 római katolikus és 102 zsidó |
| 1905 | 5986       | ebből 27 római katolikus és 74 zsidó  |
| 1910 | 5978       |                                       |
| 1939 | 8392       |                                       |
| 1944 | kb. 11 000 |                                       |
| 2008 | 14 140     |                                       |
| 2013 | 13 867     |                                       |

## Galéria

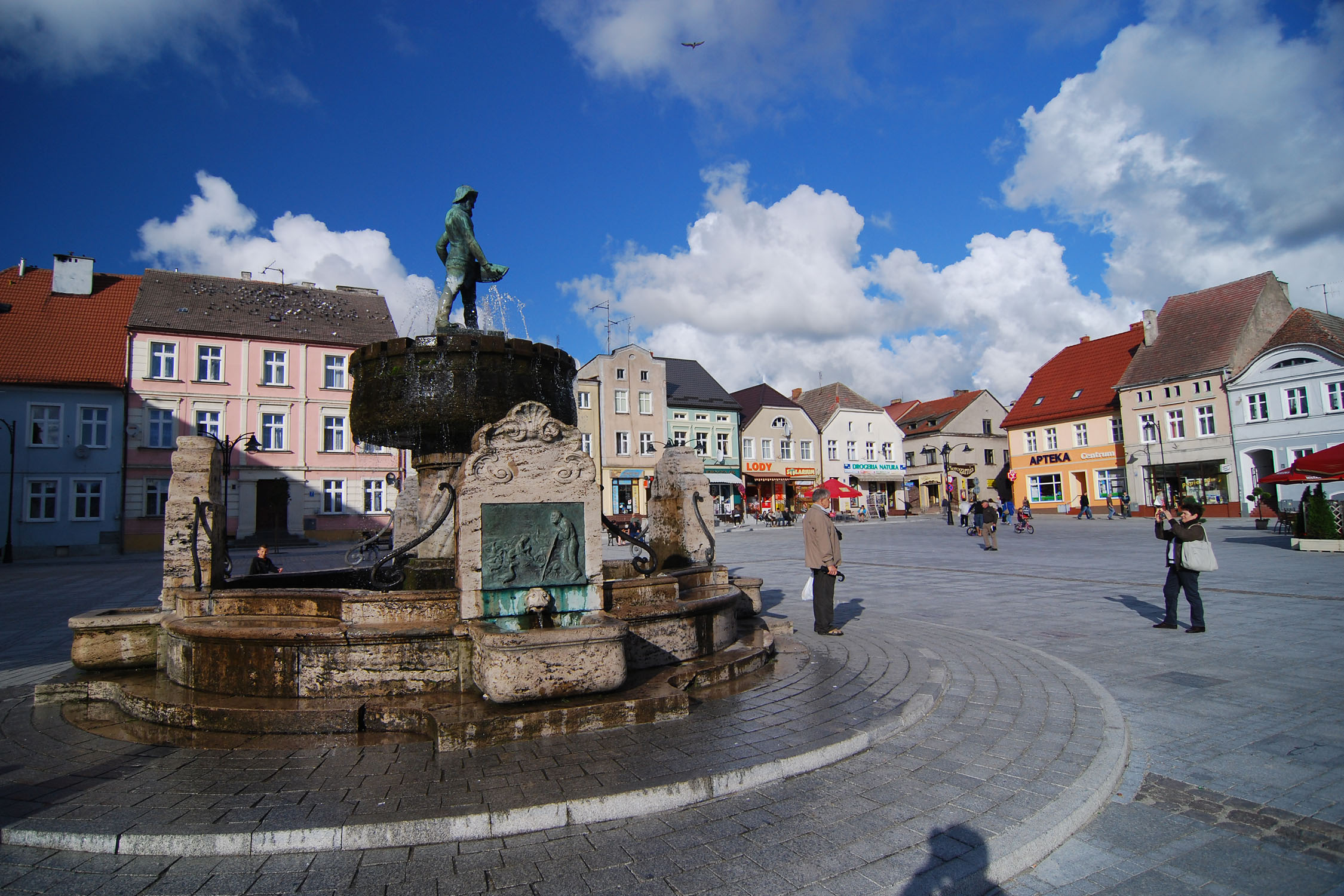
Darłowo piactere
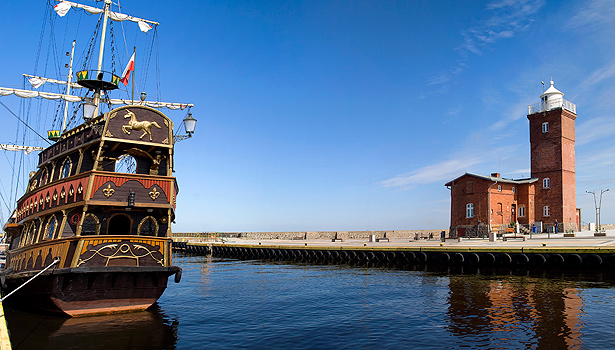
A világítótorony a kikötőben
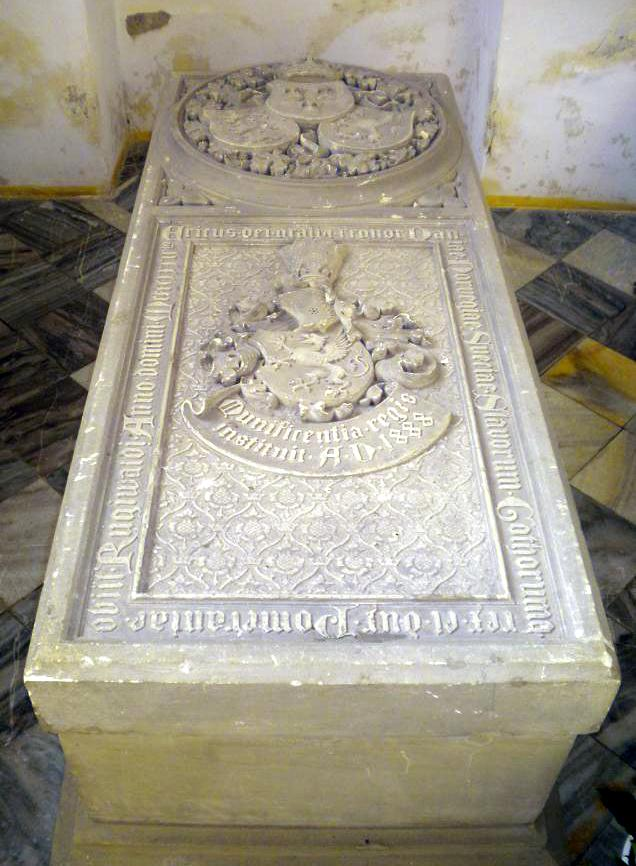
Pomerániai Erik sírja
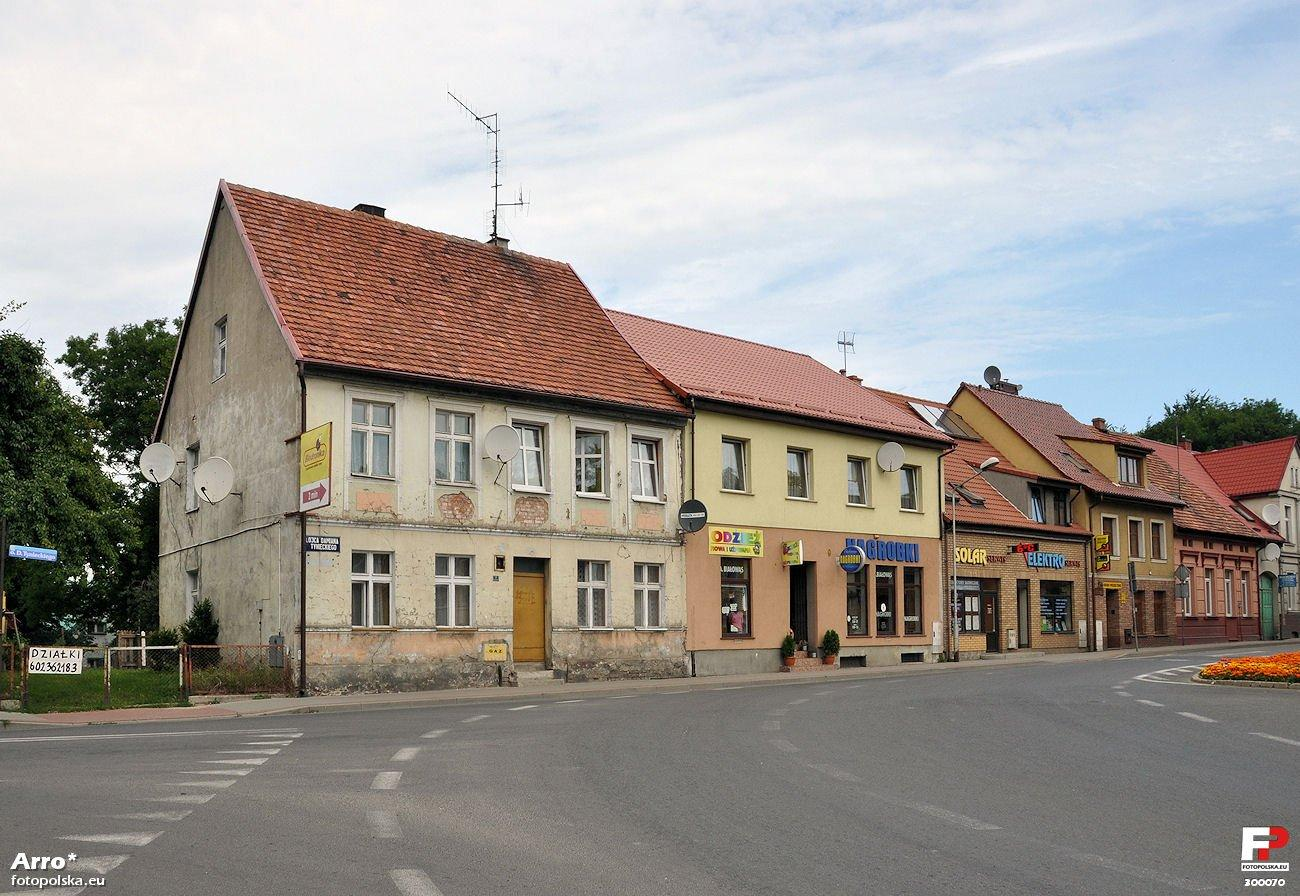
Utcarészlet
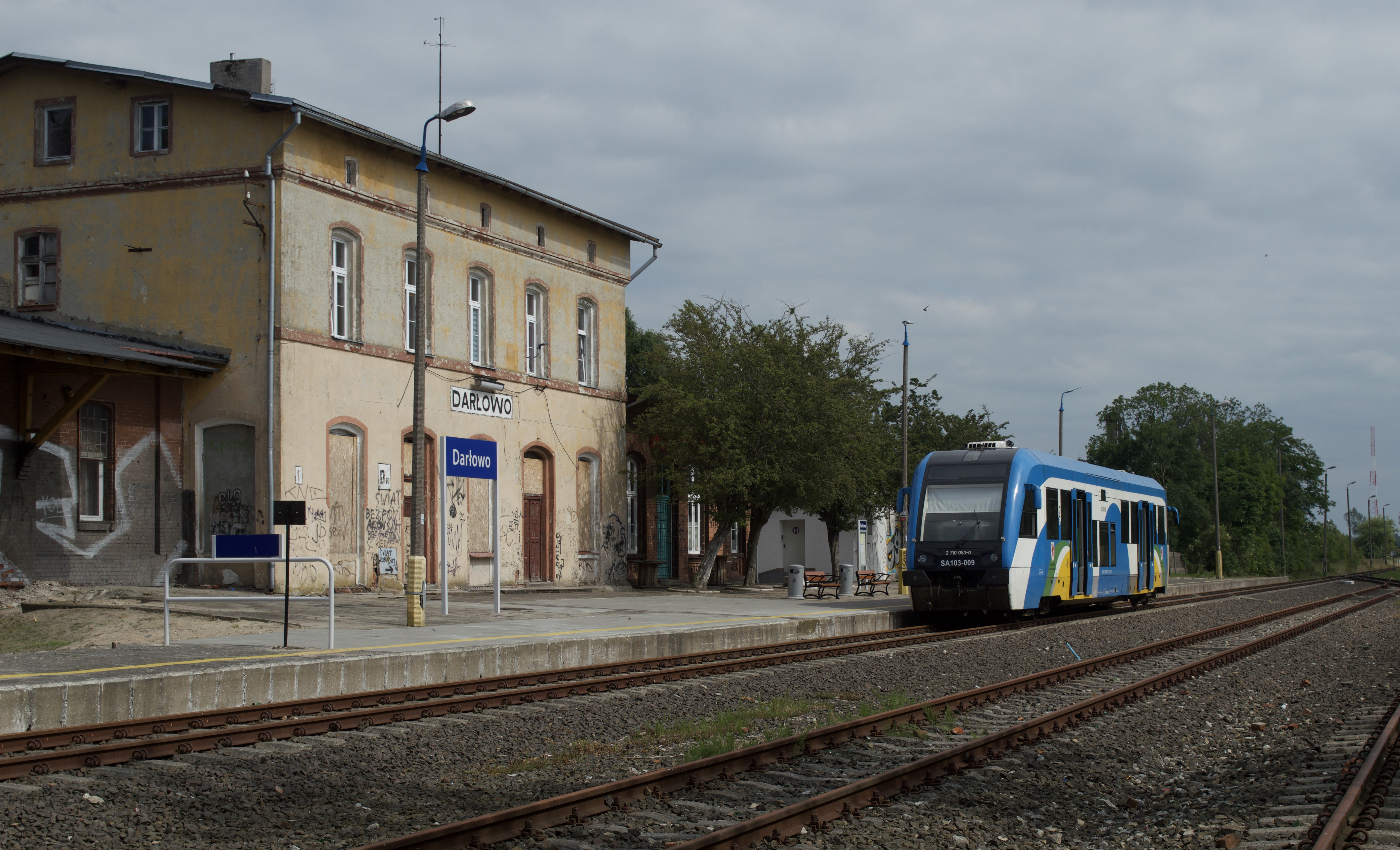
Vasútállomás
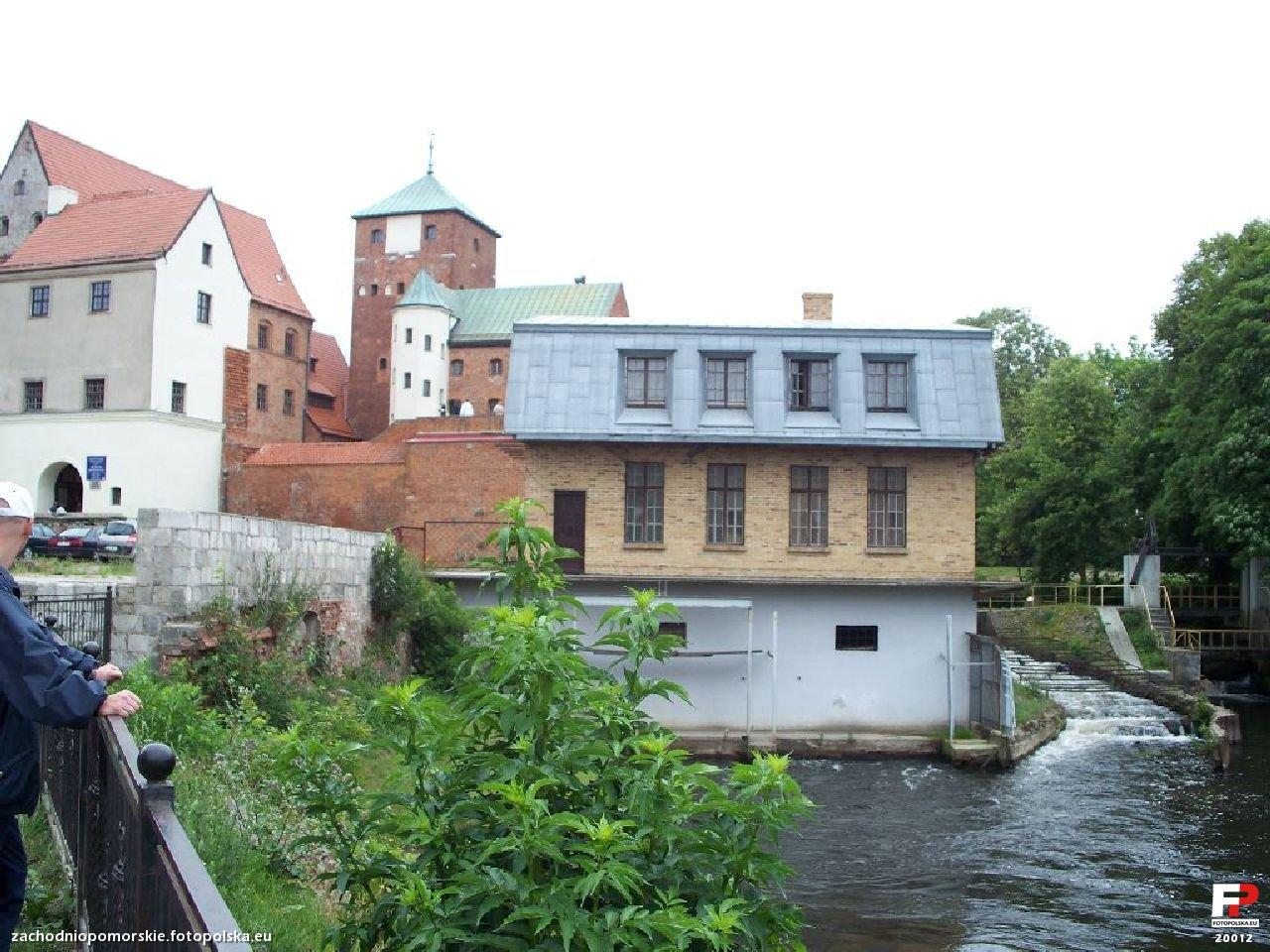
Vízimalom
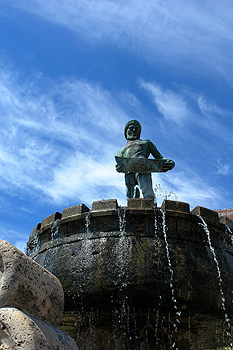
A halászemlékmű
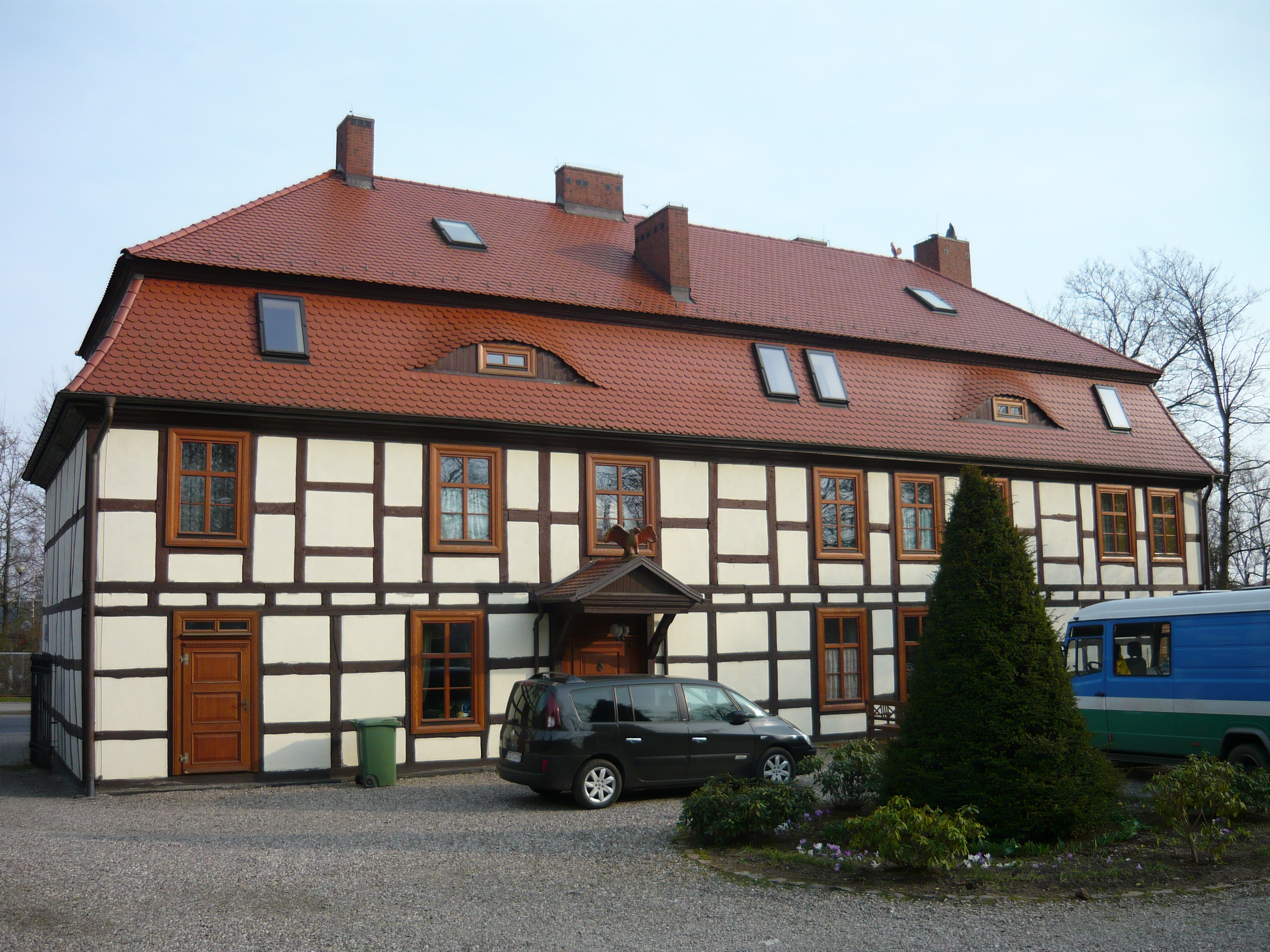
Favázas fogadó a 18. századból
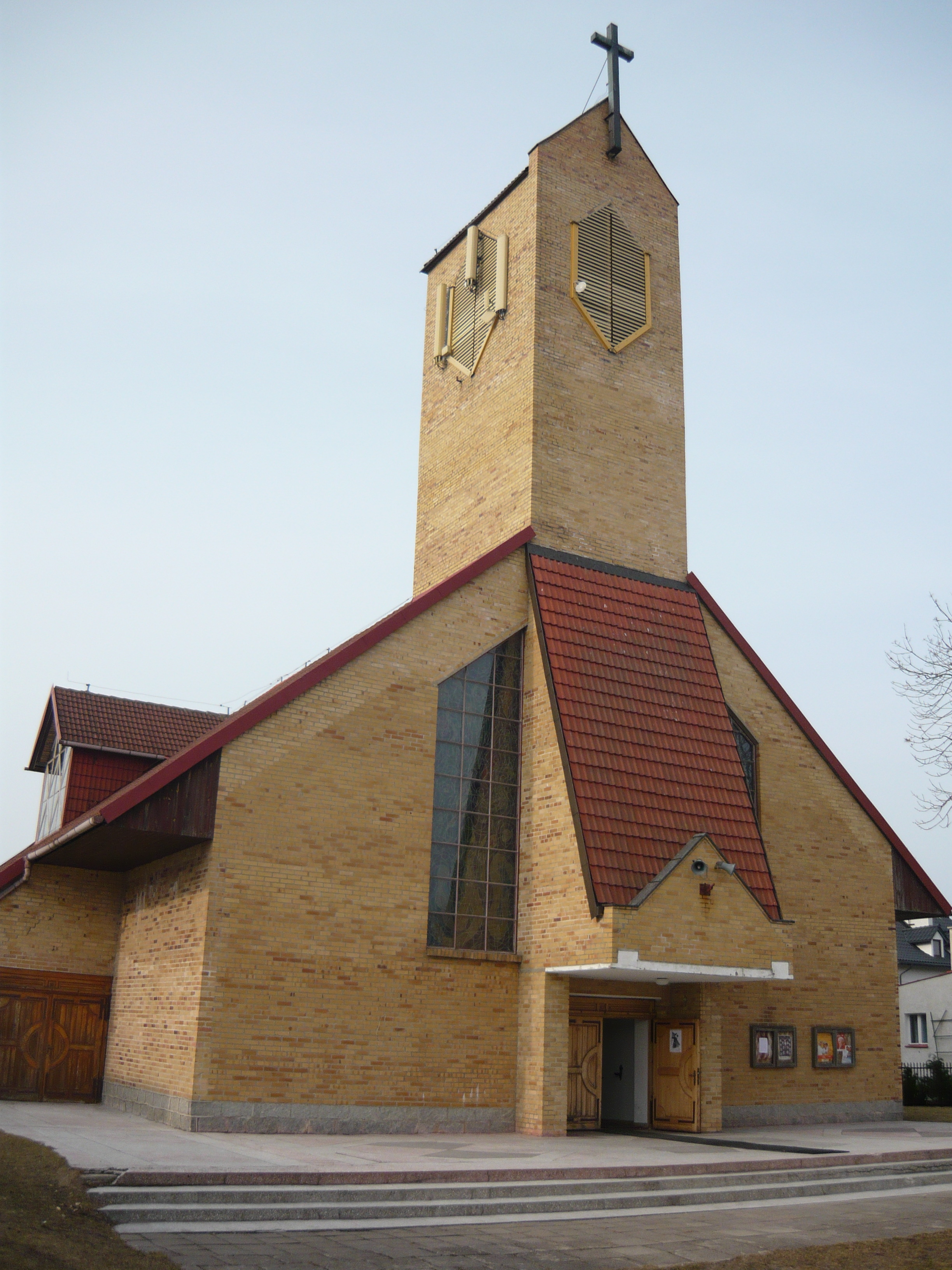
Szent Maximilian Kolbe-templom
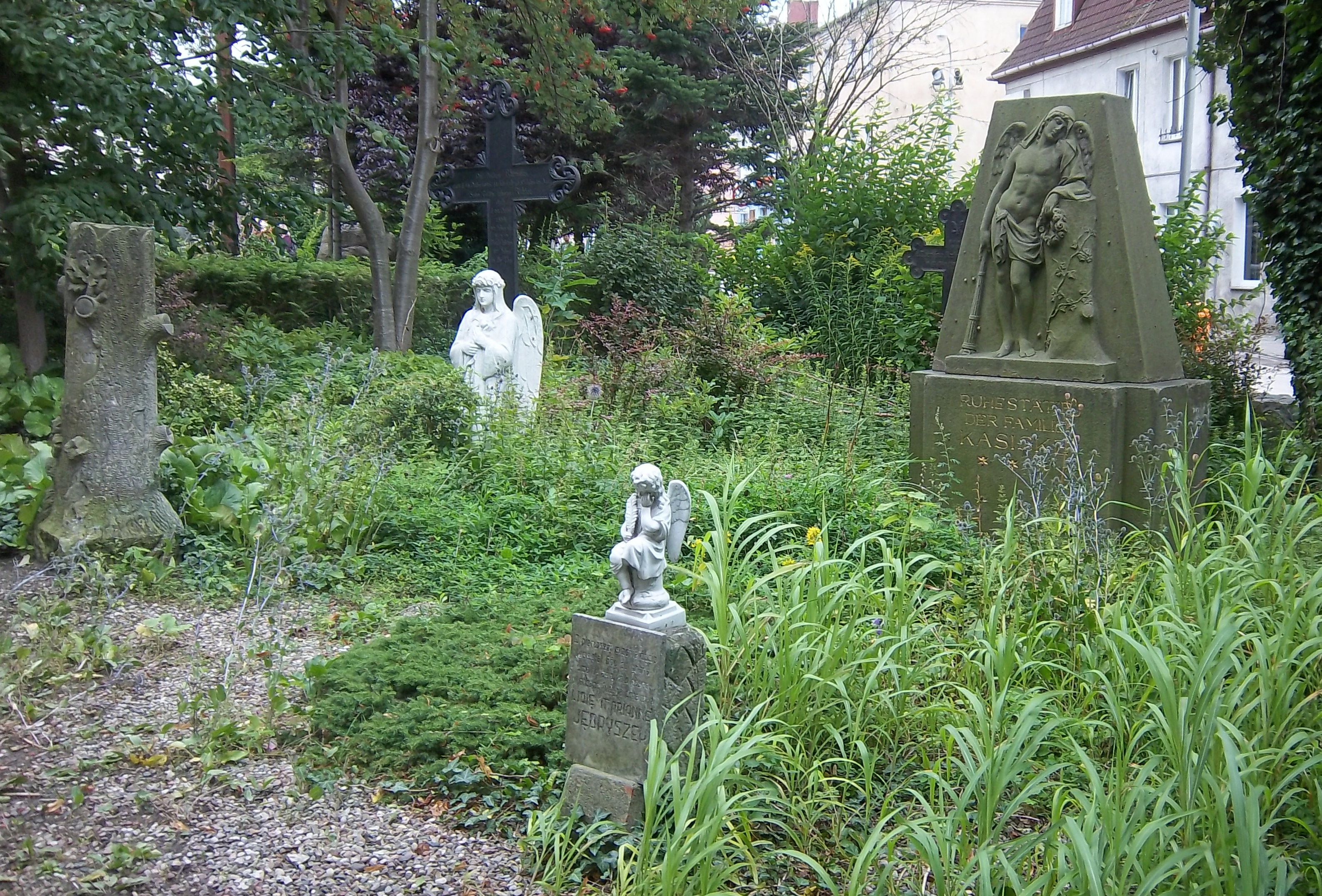
Régi temető
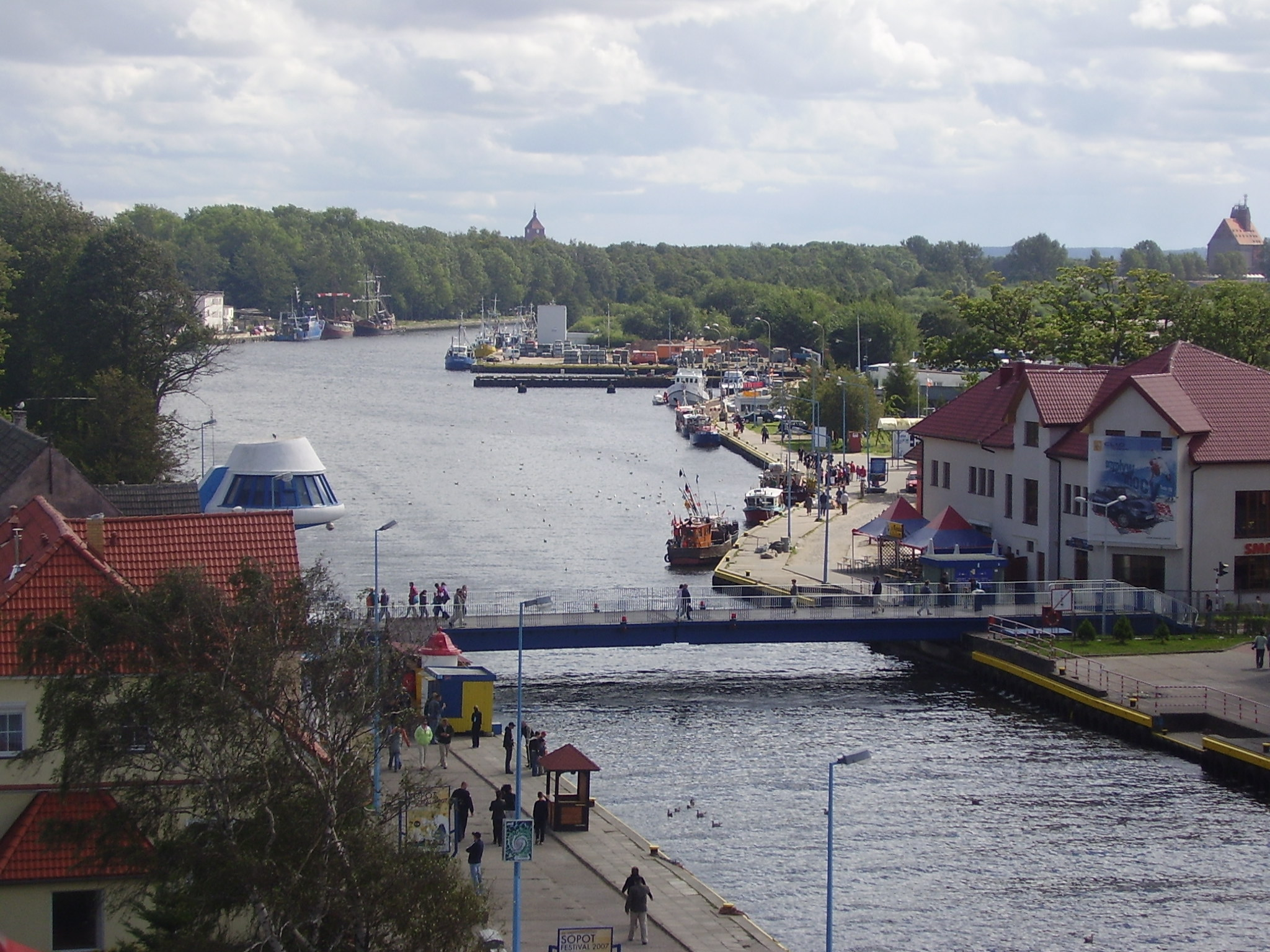
A kikötő
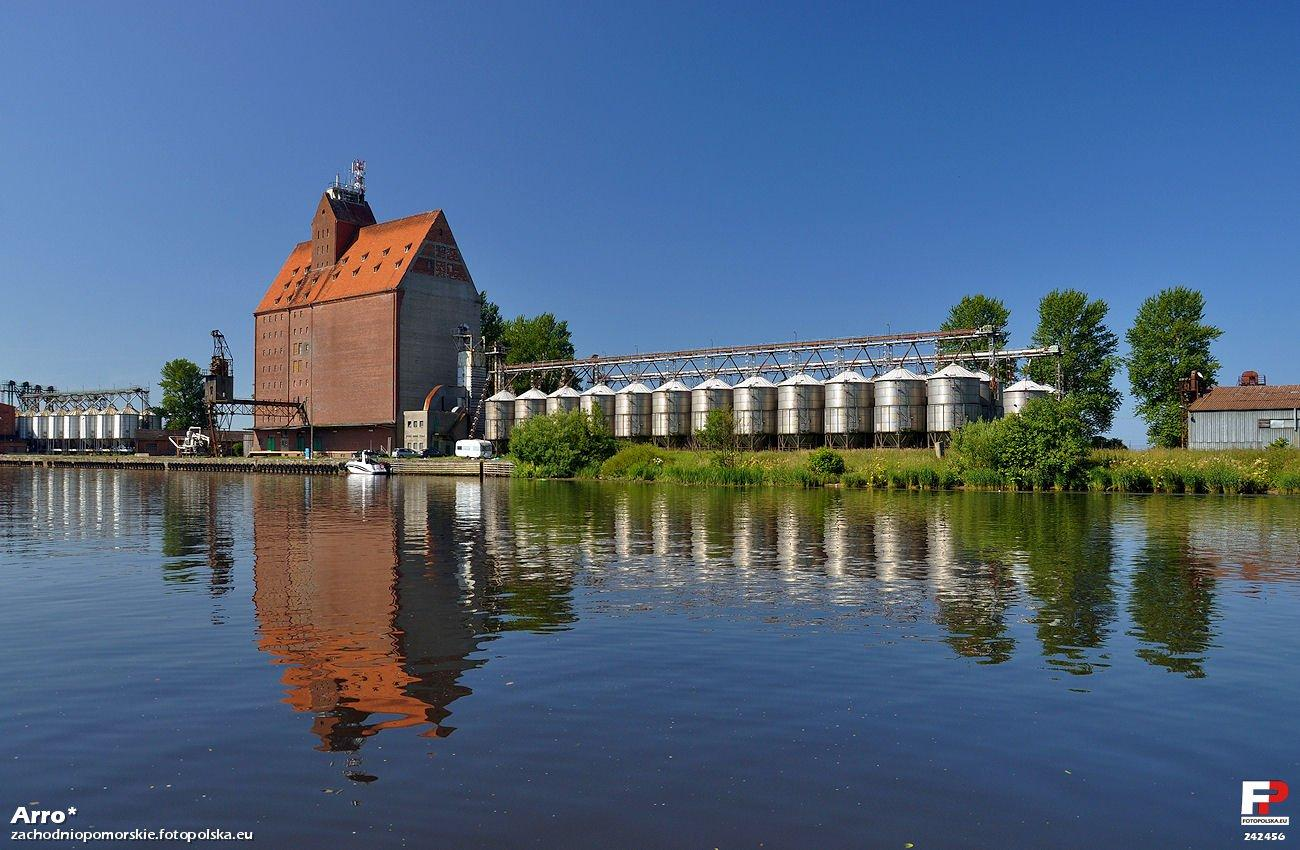
Magtárak a Wieprza partján